# Ъпшър (окръг, Тексас)
Окръг Ъпшър (на английски: Upshur County) е окръг в щата Тексас, Съединени американски щати. Площта му е 1536 km², а населението - 35 291 души (2000). Административен център е град Гилмър.